# Kavminvodyavia
Kavminvodyavia, abbreviata in KMVavia, era una compagnia aerea russa con sede a Mineral'nye Vody e con la base tecnica all'Aeroporto di Mineral'nye Vody nell'Kraj di Stavropol', gestito dalla compagnia stessa.
KMVavia è una delle principali compagnie aeree russe nel Caucaso, in Russia meridionale.
La compagnia è 100% di proprietà statale e nel 2011 è confluita in Aeroflot.

## Storia
La Kavminvodyavia (acronimo di "Kavkazskie Mineral'nye Vody Avia") nasce nel 1995 come compagnia aerea russa statale sulla base della divisione del Sud dell'Aeroflot-Mineral'nye Vody nato nel 1962.
Nel 2009 la Kavminvodyavia ha trasportato 553,290 di passeggeri, il 8,47% in meno rispetto ai 604.508 del 2008 occupando il 18º posto tra le compagnie aeree russe per il trasporto aereo passeggeri e 12º posto nel mercato interno della Federazione Russa
.
Il 21 gennaio 2011 - il governo della Russia ha deciso lo spin off delle attività della azienda pubblica KMVavia in due parti: la società di gestione dell'aeroporto di Mineral'nye Vody e la compagnia aerea. L'aeroporto di Mineral'nye Vody ha registrato nel 2010 il transito di 0,8 milioni di passeggeri. La Kavminvodyavia ha annunciato nel 2010 i piani di unire le attività di trasporto passeggeri sotto la strategia comune con la russa Aeroflot.

## Flotta
Aerei
- 1 Tupolev Tu-154B-2
- 8 Tupolev Tu-154M
- 2 Tupolev Tu-204-120

Elicotteri
- 4 Kamov Ka-26

## Flotta storica
- Antonov An-2
- Tupolev Tu-134A

## Accordi commerciali
- Aeroflot [voli in code sharing dall'aeroporto di Mosca-Šeremet'evo per Mineral'nye Vody]
- Kosmos Airlines
- Lufthansa

## Incidenti
- Il 27 ottobre 2007 alle 21:28 (ora locale) un Tupolev Tu-154M della KMVavia è partito dall'Aeroporto di Mineral'nye Vody per l'Aeroporto di Mosca-Domodedovo. I piloti hanno comunicato alla torre di controllo l'arresto di uno dei tre motori. Alle 22:29 l'aereo ha effettuato l'atterraggio d'emergenza all'Aeroporto di Mineral'nye Vody. Nessuno dei membri d'equipaggio e dei passeggeri ha portato dei danni in seguito all'incidente.
- Il 29 luglio 2010 alle 15:45 (ora locale) un Tupolev Tu-154M della KMVavia è stato dirottato dopo l'atterraggio all'aeroporto moscovita Domodedovo. L'aereo è partito dall'aeroporto di Mineral'nye Vody. Al bordo di aereo si trovavano 105 passeggeri, 7 membri d'equipaggio e 5 bambini. Alle 18:30 al bordo d'aereo sono saliti i membri delle Forze speciali russe vestiti come i medici in seguito al malore di un passeggero. Tutti gli ostaggi sono stati liberati dagli uomini di Specnaz.[4]